# Oskar Vierling
Oskar Vierling (* 24. Januar 1904 in Straubing; † 1986 in Ebermannstadt) war ein deutscher Physiker, Erfinder, Unternehmer und Hochschullehrer.

## Leben

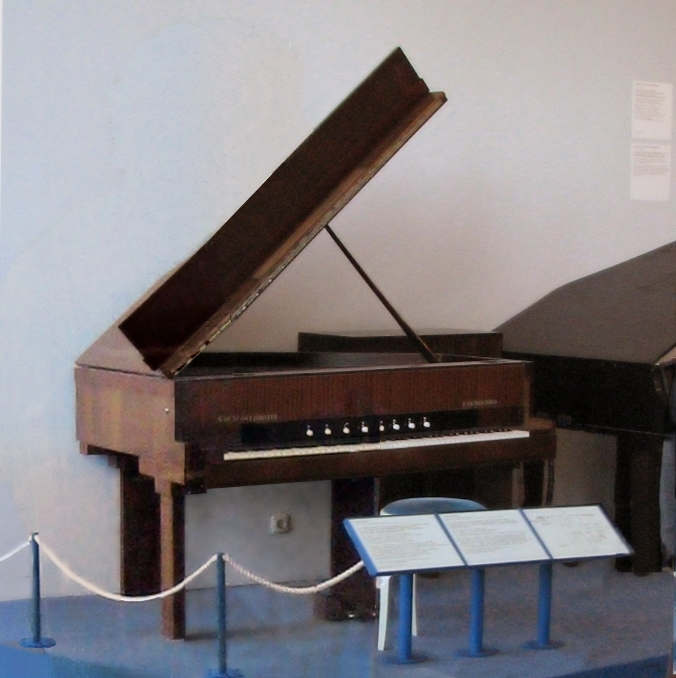
Elektrochord im Deutschen Museum München

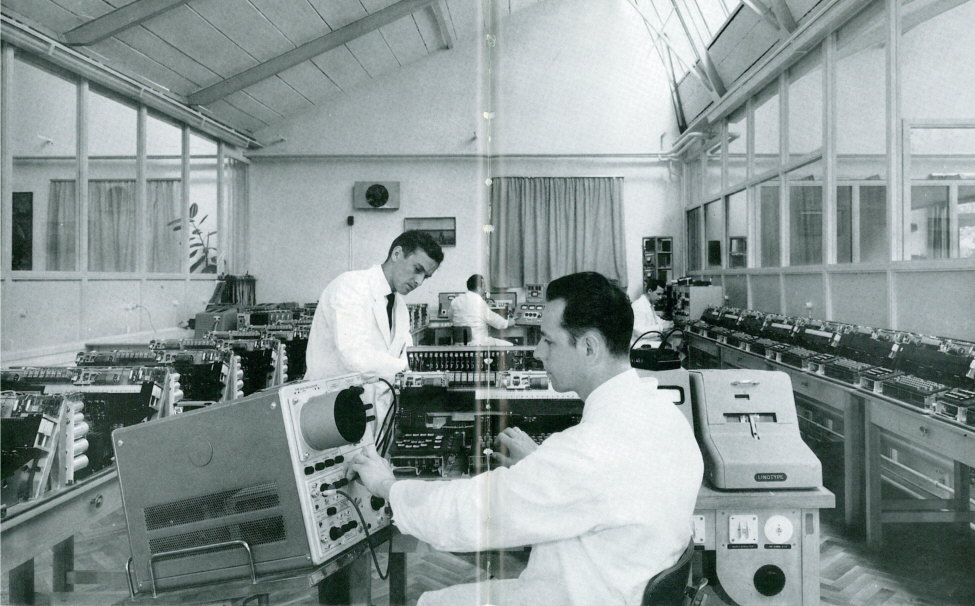
Prüf- und Messtechnikfertigung der Vierling-Gruppe in Ebermannstadt (Anfang 1960er)

Oskar Vierling ging in Regensburg zur Schule und schloss diese mit der Obersekundareife ab. 1925 legte er am Ohm-Polytechnikum in Nürnberg seinen Abschluss als Ingenieur ab und ging als Jahrgangsbester an das Telegrafentechnische Reichsamt in Berlin. Schon während des Studiums in Nürnberg meldete er sein erstes Patent an, dem über 200 weitere folgten. Ab 1929 studierte er Physik, promovierte 1935 und habilitierte sich zwei Jahre später an der Technischen Hochschule Berlin. Am Heinrich-Hertz-Institut für Schwingungsforschung war er Doktorvater von Fritz Sennheiser.
1933 hatte er die Idee vom Electrochord, einem elektrisch verstärkten Flügel ohne Resonanzboden, den er zusammen mit Benjamin Franklin Mießner (1890–1976) und der Klavierfabrik August Förster baute. Am Heinrich-Hertz-Institut in Berlin entwickelte er unter der Leitung von Karl Willy Wagner gemeinsam mit Winston E. Kock die Grosstonorgel für die Olympischen Spiele 1936. In Darmstadt assistierte er Jörg Mager bei der Konstruktion des Klaviatursphäraphon, ferner beim Melodium.
1938 erhielt er für die Fächer Hochfrequenztechnik und Elektroakustik einen Ruf als Professor an die Technische Hochschule Hannover und begründete dort das gleichnamige Institut.
1941 veranlassten ihn Forschungsaufträge der Wehrmacht zur Gründung der Vierling-Gruppe. Für diese Rüstungsforschung ließ er das zentral in Deutschland gelegene und als fränkische Burg und Lazarett getarnte Forschungslabor Burg Feuerstein in Ebermannstadt errichten. Hier wurden die erste Richtfunkstrecken gebaut und getestet und die Steuerung für den akustisch gesteuerten Torpedo „Zaunkönig“ und „Geier“ entwickelt. Vierling kooperierte unter Leitung des Oberkommandos der Wehrmacht, Abteilung Chiffriertechnik, mit Erich Hüttenhain und Erich Fellgiebel. Er arbeitete an Verschlüsselungsverfahren und an der Verbesserung der Chiffriermaschine SZ 42. Er startete Tests zur akustischen Zündung von Minen und er erfand eine Anti-Radar-Beschichtung für U-Boote (Tarnname „Schornsteinfeger“). Außerdem entwickelten Vierling und sein Team Radios und Elektrorechner.
Zu den Nazis unterhielt Vierling ein ambivalentes Verhältnis. Einerseits war er Mitglied der NSDAP, andererseits arbeitete er weitgehend unabhängig und fiel negativ beim Parteiapparat auf, da er bei Parteitreffen regelmäßig nicht anwesend war.
Sein Wissen über Nachrichtendiensttechnik stellte er in der Nachkriegszeit der Organisation Gehlen zur Verfügung, für die er Abhörgeräte konstruierte.
1949 bis 1955 lehrte er als Professor für Physik an der Philosophisch-Theologischen Hochschule in Bamberg.
Die ersten Prüfgeräte der Deutschen Bundespost mit Transistoren und später auf Mikroprozessorbasis sowie der berühmte TED für die Fernsehsendung „Wetten, dass …?“ gingen auf seine Ideen zurück.
Vierling war verheiratet und hatte zwei Söhne, die die Leitung der Vierling-Gruppe übernahmen.

## Auszeichnungen
- 1980: Verdienstkreuz 1. Klasse der Bundesrepublik Deutschland
- 1985: Bayerischer Verdienstorden

## Schriften
- Das elektrische Musikinstrument, Schwingungserzeugung durch Elektronenröhren, in: Zeitschrift des Vereins deutscher Ingenieure, 1932, Bd. 76, Nr. 26, S. 627.
- Das elektroakustische Klavier, VDI-Verlag, Berlin 1936
- mit Fritz Sennheiser: Der spektrale Aufbau der langen und der kurzen Vokale, in: Akustische Zeitschrift, 1937, Nr. 2, S. 93–106.
- Eine neue elektrische Orgel, Berlin 1938
- mit Fritz Sennheiser: Zur Frage der Beeinflussung des Toneinsatzes bei der Orgel, in: Akustische Zeitschrift, 1941, Nr. 6, S. 294–298
- Der Formantbegriff, in: Annalen der Physik